# Johann Christoph Ferdinand Graf von Mallenthein
Johann Christoph Ferdinand Graf von Mallenthein (* 1682; † 1749 in Gneixendorf) war ein österreichischer Adeliger und Textilunternehmer.

## Leben
Johann Christoph Ferdinand war der Sohn von Johann Peter von Mallenthein (1630–1686) und Anna Regina Freiin von Kornfail. Johann Christoph war k.k. Kämmerer und wurde von Kaiser Karl VI. mit Diplom Wien 15. Juni 1719 als Graf von Mallenthein-Veterani in den Grafenstand erhoben, mit Vermehrung des Wappens seiner Gemahlin Constanzia Gräfin Marsichi Veterani.
Groß-Siegharts im Waldviertel, damals ein Dorf mit etwa 20 Häusern und einem Rittersitz, der seit 1681 den aus Kärnten stammenden Grafen von Mallenthein gehörte, sollte nach den ehrgeizigen Plänen Johann Christophs ein Zentrum der Textilindustrie, speziell der Baumwollverarbeitung, mit über 1000 Häusern werden. Zu diesem Zweck warb er Facharbeiter aus Schwaben, Mähren und Sachsen an und errichtete 200 Arbeiterhäuser. 1725 richtete er mit Unterstützung der „Kaiserlich Privilegierten Orientalischen Compagnie“, ein Manufaktur-Amt für die Baumwollspinnerei und später Weberei für „allerhandt Sorten Waaren“ ein (siehe Markterhebungsurkunde aus dem Jahr 1727. Ein Irrtum, der sich hartnäckig hält, beruht auf der Annahme Pfarrer Schierers, es hätte sich dabei um die „Ostindische Handelskompanie“ gehandelt. Diese Annahme ist jedoch durch keine Quelle belegbar.) .
Das Unternehmen lief bis zum Niedergang der Kaiserlich Privilegierten Orientalischen Compagnie gut: 1719 durch Kaiser Karl VI als Aktiengesellschaft mit Sitz in Wien gegründet, besaß die Orientalische Compagnie das Monopol auf den Handel mit der Türkei und ihren Nebenländern. Über die Häfen Triest und Fiume (heute Rijeka) wurden Rohstoffe aus dem Mittelmeerraum importiert und Fertigwaren exportiert. Für die Orientalische Compagnie arbeitete neben der Linzer Wollzeugfabrik auch die Schwechater Baumwollmanufaktur. 1731 gab Karl VI. den Konkurs bekannt. Schuld am Scheitern des Unternehmens war ein „Lotterie-Fonds“, dessen lukrative Einnahmen der Kaiser für Staatsausgaben verwendete, jedoch nie zurückzahlte. Das Eigentum der Compagnie wurde deshalb unter den Gläubigern aufgeteilt. Auch die Besitzungen des Grafen Mallenthein wurden im Zuge dessen unter Zwangsverwaltung gestellt und verkauft. Er verließ Groß-Siegharts 1731 und zog sich auf sein Gut in Gneixendorf zurück, wo er 1749 starb. Sein Anstoß förderte aber über Jahrhunderte die textilindustrielle Ausrichtung der Region um Groß-Siegharts, wo fortan die Bandweberei ihren Aufschwung nahm.

## Bauherr
Als Herrschaftsbesitzer von Groß-Siegharts ließ Johann Christoph Ferdinand Graf von Mallenthein die Pfarrkirche Groß-Siegharts in den Jahren 1723 bis 1727 errichten.  Am 23. September 1722 hatte er sich in einem Protokoll verpflichtet, die Kirche auf eigene Kosten und ohne Zutun kirchlicher Stellen nach den teilweise noch erhaltenen Bauplänen von Donato Felice d’Allio bauen zu lassen. Die Deckenfresken stammen von Carlo Carlone, der auch für Prinz Eugen von Savoyen arbeitete. Mallenthein baute auch das Schloss großzügig aus und erlangte 1727 das Marktrecht für Groß-Siegharts.